# Annie Oakley

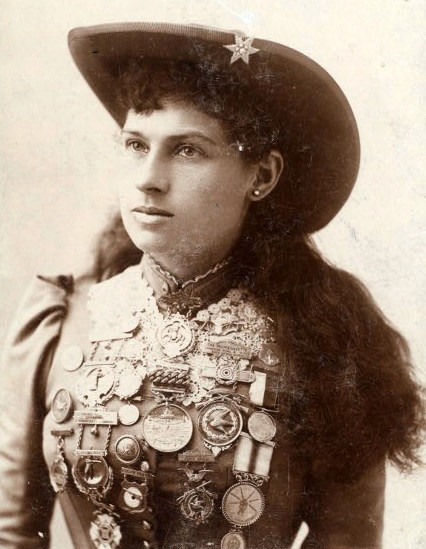
Annie Oakley

Annie Oakley właściwie Phoebe Ann Mosey (ur. 13 sierpnia 1860, zm. 3 listopada 1926) – amerykańska strzelczyni wyborowa, która przez ponad 16 lat występowała w rewii „Wild West Show” Buffalo Billa.
Jej asystentem był mąż, Frank Butler, któremu wystrzeliwała dziesięciocentówkę spomiędzy palców lub papierosa z ust. Potrafiła przestrzelić kartę do gry wyrzuconą w powietrze w odległości 27 metrów od niej. Zdobyła światową sławę podczas podróży po Europie, gdzie jej popisowym numerem było odstrzelenie cygara trzymanego w zębach przez Wilhelma, ówczesnego niemieckiego następcę tronu.
Urodziła się w hrabstwie Dark w Ohio. W wieku ośmiu lat nauczyła się strzelać i zaczęła zarabiać pieniądze zabawiając gości hotelowych w Cincinnati. Gdy miała 15 lat pokonała w czasie zawodów w tymże mieście snajpera-profesjonalistę Franka Butlera. Rok później wyszła za niego za mąż, przyjęła pseudonim sceniczny Annie Oakley i zaczęła zawodowo uczestniczyć w pokazach strzeleckich.
Miała tylko 150 cm wzrostu, w związku z czym sławny wódz Dakotów Siedzący Byk nadał jej przezwisko Watanya Cicilla, co dla potrzeb reklamowych interpretowano jako „Mały Pewny Strzał” (ang. Little Sure Shot). Oakley spotkała Siedzącego Byka u Buffalo Billa – od roku 1885 oboje byli atrakcją jego rewii. Frank Butler został menedżerem własnej żony. Umiejętności Oakley zostały pokazane w krótkometrażowym niemym filmie Annie Oakley z 1894.
W roku 1901 została ranna podczas katastrofy samochodowej i musiała wycofać się z rewii, ale już w rok później wstąpiła do trupy teatralnej, gdzie odgrywała rolę dziewczyny z Dzikiego Zachodu. W czasie I wojny światowej organizowała pokazy strzeleckie i prowadziła szkolenia dla żołnierzy.
Stan zdrowia Oakley pogorszył się w 1925 r., a 3 listopada 1926 r. zmarła na niedokrwistość złośliwą w Greenville w stanie Ohio w wieku 66 lat.
Popularna komedia muzyczna z roku 1946 z muzyką Irvinga Berlina była bardzo luźno oparta na jej życiorysie. Również film z roku 1950 przedstawiał ją jako gadatliwą dziewczynę. W rzeczywistości była to osoba cicha, wręcz skryta, ale potrafiąca postawić na swoim.